# Мариан Гольд
Ма́риан Гольд (нем. Marian Gold), настоящее имя — Ха́ртвиг Ши́рбаум (нем. Hartwig Schierbaum; род. 26 мая 1954, Херфорд, Северный Рейн-Вестфалия) — немецкий музыкант, один из основателей группы Alphaville. Среди его наиболее известных композиций — «Forever Young».

## Биография
Родился 26 мая 1954 в городе Херфорде.
До создания группы Alphaville он был фанатичным приверженцем левого движения, одним из представителей коммунистической молодёжной интеллигенции. Он даже одно время жил в коммуне вместе с такими людьми в Берлине. Коммуна была в основном населена творческими людьми: музыкантами, поэтами, художниками. Для своих это была «нора» (squat). Сама идея коммуны была придумана Марианом, Арианой и Майклом Ленхоффом где-то в 1977 году. Практически все члены коммуны были безработными любителями музыки.
В 1980 году Мариан знакомится в Берлине с Бернхардом Ллойдом. Тому понравились идеи, которые вдохновляли членов коммуны. В 1981 году они придумали себе название — «Nelson Project». Через некоторое время в «недрах» коммуны рождается музыкальный коллектив Сhinchilla Green, первое выступление которого состоялось в 1981 году в клубе, где диджеем работал Бернхард. Здесь-то и увидела впервые свет композиция «Big In Japan». Однако группа долго не просуществовала, Майкл и Ариана решили создать свои собственные коллективы и покинули группу. Бернхард начал тогда работать с Франком Мертенсом, и они пригласили к себе и Мариана. Так в 1982 году в кафе недалеко от «норы» зародился прообраз Alphaville. Их первый концерт, который состоялся всё в том же клубе Бернхарда, имел успех, который стал толчком для последующего творчества. Ребята называют свой коллектив — «Forever Young», переименованный позже в Alphaville. Дальнейшая история Мариана Гольда тесно связана с группой Alphaville.
В 1983 году рекорд-лейбл WEA подписывает с Alphaville контракт, и музыканты приступают к работе в профессиональной студии. В 1984 году выходит сингл «Big In Japan», за ним следуют «Sounds Like A Melody», «Forever Young», а затем и одноимённый альбом.
В 1986 году группа выпускает свой второй альбом «Afternoons In Utopia».
После неудачного, с коммерческой точки зрения, альбома «The Breathtaking Blue», вышедшего в 1989 году, Мариан в 1990 году начал работу над сольным альбомом «So Long Celeste», который вышел в 1992 году. Лучшими песнями стали Today, What is Love, а также песня под названием Legends, которая вышла только на обратной стороне сингла «And I Wonder». Затем выходит второй сингл из этого альбома — «One Step Behind You».
После Мариан вновь включается в работу с Alphaville. В 1994 году они выпускают очень интересный альбом «Prostitute», который, однако, успеха группе не принёс.
В 1996 году Мариан вновь записывает сольный альбом, он называет его «United». Альбом вышел только в Южной Африке, однако позднее, в 1999 году, его переиздают в США.
Всё дальнейшее творчество артиста вновь связано с Alphaville, где Мариан и сегодня представляет собой лицо группы. Он единственный член коллектива, оставшийся из первоначального состава.
Об уходе за своим уникальным голосом Мариан Гольд говорит следующее:

«У меня есть четыре правила. Пока я их буду соблюдать, опасаться за голос нечего.
1) Стараться поменьше болтать;
2) Не давать интервью во время туров;
3) Выделить время на непременный „разогрев“ перед началом первой песни;
4) Заткнуться и молчать после концерта».

В мае 2004 года Мариан Гольд отметил свой юбилей — 50-й день рождения. В этом же году группа Alphaville отпраздновала своё 20-летие. Празднество прошло в Берлине — группа впервые за всю свою историю выступила вместе со струнным квартетом.
Хотя доподлинно известно только про одну женитьбу Гольда (в конце 1980-х он был женат на некой Эми Мэгилл), на сегодня он имеет 7 детей от четырёх разных женщин.

## Сольная дискография

### Альбомы
- So Long Celeste (1992)
- United (1996)

### Синглы
- «And I Wonder» (1992)
- «Today» (Promo) (1992)
- «One Step Behind You» (1993)
- «Feathers and Tar» (Promo) (1996)